# 승봉도
승봉도(昇鳳島)는 대한민국 인천광역시 옹진군 자월면에 딸린 섬이다. 섬의 지형이 봉황의 머리를 닮았다고 해서 승봉도라고 불리게 되었다고 한다.
19세기 중반에 제작된 《대동여지도》에서는 이 섬을 승황(昇黃)이라고 쓰고 있다. 조선 시대에 이 섬은 남양부 영흥면에 속했다.

## 딸린 섬
- 검도
- 상공경도(沙昇鳳島)
- 부도[2]